# 一条あかり
一条 あかり（いちじょう あかり）は、SNKの対戦型格闘ゲーム『月華の剣士』シリーズなどに登場する架空の人物。

## キャラクター設定
『月華の剣士』シリーズを通して登場する陰陽師見習いの少女。紫がかった髪に伸びた1本のアホ毛と八重歯、関西弁が特色。なお、SNKのキャラクターでは初の関西弁を喋る女性キャラクターである。
一条神社に3人兄妹の次女として生まれた。一条家は代々、四神を補佐する役目を担ってきた由緒ある陰陽師の家系で、地獄門にも精通しているという。あかりもまた一条家の家系に生まれた者として陰陽師の力を身に付けており、式神を操ったり妖怪を呼ぶといったことができる。それでも陰陽師としては未熟であるとしてまだ見習い扱いであるが、姉・ひかりは体が弱く、兄・道磨は凡庸な人物であったため、あかりは次期当主としての期待を寄せられている。
性格はいたって明るく単純で元気な性格だが、負けず嫌いで、物事に対し背伸びをしたがる癖があり、かつ無鉄砲でおまけに要領が悪く、たびたび早とちりをしたりしては父・幻貌に説教を食らっている。
居候である神崎十三はお姉さんぶるあかりに頭が上がらないように見せてはいるものの、実際はかなりの切れ者で何かと突っ走りがちなあかりの保護役になっており、冗談にもわざと付き合ってあげている。また、十三の他に3人の女友達がおり、この3人には名前や顔が設定されている（彼女らは『一幕』『二幕』のあかりステージやあかりのエンディングに登場する）。
楓は好みのタイプらしく、アプローチをかけたりしている。また、紫鏡に関しては「面白いおじさん」と考えている。
趣味は勉強で、「えんぐりっしゅ」（英語）を勉強しており、作中でも時折それを披露している。が、あまり上手ではない。なお、勉強のために本を読み過ぎて目が悪くなっている（『一幕』のエンディングで見られる成長したあかりは眼鏡をかけている）。
嫌いなものにおまんじゅうとお茶があるが、これは落語の「まんじゅうこわい」が元ネタであり、実際に嫌いなわけではなく、挑発や勝利ポーズではおまんじゅうやお茶を飲食している。
体重は計測できずと記述されているが、これは「計測当日に会場に現れたのが『一条あかり』を名乗る鉄棒を持った大男（神崎十三）であったため」とされている。
『月華の剣士』シリーズに登場する全キャラクターの中で唯一、胴体切断による負けがない（正確には切断されるが、それは式神だったという演出が入る）。
『一幕』では地獄門の調査を父に命じられて旅立つが、調査だけという父の言葉を無視し、自力で異変を解決しようと試みる。エンディングでは四神に「我らの力預けるのにふさわしい者は晴明以来」と認められ、証として四つの鈴を授かる。
『二幕』では、姉のひかりが倒れた際に父の呟いた「地獄門」という言葉を聞き、姉が倒れたのは地獄門のせいだと思い込んで旅立ってしまう（実際はひかりが風邪を引いただけだった）。
2010年7月に稼働したパチスロ『幕末浪漫 月華の剣士外伝〜あかりと七つの妖珠〜』では18歳に成長したあかりが十三とともに登場する。

### 客演作品
クロスオーバー作品である『頂上決戦 最強ファイターズ SNK VS. CAPCOM』（以下『SVC』と表記）や『SNK GALS' FIGHTERS』、『ネオジオバトルコロシアム』（以下『NBC』と表記）にも出場している。

## 技の解説

### 通常技
| 操作         | 立ち               | しゃがみ         | ジャンプ           | 立ち（素手）         | しゃがみ（素手）   | ジャンプ（素手）   |
| ------------ | ------------------ | ---------------- | ------------------ | -------------------- | ------------------ | ------------------ |
| 弱斬り       | 明流・どツッコミ   | 明流・薮蛇つつき | 明流・凧おろし     | 明流・ツッコミはたき | 明流・手刀ツッコミ | 明流・跳びツッコミ |
| 強斬り       | 明流・蝿叩き       | 天文・不動の北辰 | 明流・蜂の巣落とし | 符呪・翔閃           | 符呪・昇閃         | 符呪・照閃         |
| 蹴り         | 明流・弁慶泣かし   | 明流・弁慶こかし | 明流・顎しゃくり   | 明流・けとばし       | 明流・けたぐり     | 明流・顎しゃくり   |
| 弾き         | 天文・宿曜の雫     | 天文・天球の傷跡 |                    |                      |                    |                    |
| ダッシュ攻撃 | 明流・どどツッパリ | 明流・すべりこみ |                    |                      |                    |                    |
| 弾き後攻撃   | 天文・宿世の志     | 天文・宿世の志   |                    |                      |                    |                    |
| 打ち上げ斬り | 天文・暁の指針     |                  |                    |                      |                    |                    |
| 防御不可斬り | 天文・黄昏の刻     |                  |                    |                      |                    |                    |

### 投げ技
符呪・零閃
地上投げ。
天文・堕つる宿曜
空中投げ。

### 特殊技
符呪・唱閃
振り向きながら、お札を相手に付けて感電させる。隙がほぼ皆無で出の早い通常攻撃なら更に繋ぎが可能。
『二幕』では空中の敵に当てる事で空中受け身が不可となり永久攻撃が存在する。
明流・踏みつけ
空中から相手を踏みつける技。『二幕』の技・極と『NBC』で追加攻撃を出せる。
あか狸寝入り
『二幕』のみ使用するダウン専用技。横になったまま剣質ゲージをためる。

### 奥義（必殺技）
式神・天空
鬼の顔をした気弾のような式神を前方に飛ばす技。
劾鬼・清姫
発動すると画面上から蛇に似た鬼が巻きついた釣鐘が落ちてきて、相手を閉じ込めてダメージを与える。
劾鬼・泥田坊
発動すると、大きい妖怪があかりを吸いこみ、その後であかりを吐き出して飛ばす。
C（蹴り）ボタンのタイプのみ追い討ち攻撃にもなる。
明流・鞠転げ
「泥田坊」の追加技。あかりが地面を転がりながら前進する。
明流・鞠放り
「泥田坊」の追加技。後方にはねて逃げる。
明流・鞠落とし
「泥田坊」の追加技。空中から相手に向かって突進する。

天文・星の巡り
体に光を纏わせて上昇する技。『二幕』以降の作品では追加技がある。
天文・掲げし北辰
「天文・星の巡り」の追加技。
天文・転ずる北斗
「天文・星の巡り」の追加技。『NBC』のみ使用しない。

護り人形
『一幕』のみの技。相手の攻撃を一回のみダメージを軽減する防御技。
変化人形
『月華の剣士』シリーズのみの技。対戦相手に変身する技。変身すると『一幕』では通常技しか使えないが、『二幕』では必殺技も使用可能になった。
代わり人形
『二幕』のみの技。カウンター攻撃。
光明五十五霊符・右往左往
『二幕』以降の技。相手の左右レバー操作を逆転させる技。
光明五十五霊符・天地無用
『二幕』以降の技。相手の上下レバー操作を逆転させる技。
光明五十五霊符・暗中模索
『二幕』以降の技。相手の攻撃ボタンの効果を混乱させる技。
明流・速駆け
『NBC』で使用するダッシュ移動。発動後に追加技を出せる。
駆けつつどどツッパリ
「速駆け」の追加技。張り手をしかける。
駆けつつ災厄の箒星
「速駆け」の追加技。飛び蹴りをしかける。
駆けつつ零閃
「速駆け」の追加技。感電させた後、投げ飛ばす。
明流・速駆け止め
「速駆け」の急停止。

天文・宿曜の滴
『NBC』で『月華の剣士』の「上段弾き」を再現した技。
乱入・十三
「天文・宿曜の滴」の成功時の追加技。十三が乱入して、相手を攻撃する。

天文・天球の傷跡
『NBC』で『月華の剣士』の「下段弾き」を再現した技。
天文・照陽の閃き
『NBC』で『月華の剣士』の「空中弾き」を再現した技。

### 超奥義（超必殺技）
式神・六合
巨大なムカデのような式神を召喚して、相手を攻撃する技。

### 潜在奥義
劾鬼・百鬼夜行
いろいろな妖怪を召喚して、相手を踏みつぶさせる技。『NBC』などの客演作品では妖怪ではなく、未出場のキャラクターを召喚する。

### 乱舞奥義
天文・数多の星屑
『二幕』で追加された乱舞奥義。類型は楓や高嶺響などと同様にスタンダードタイプ。『二幕』以外では『SVC』のみ使用する。

## 一条あか狸
一条あか狸（いちじょう あかり）は、プレイステーション版『一幕』に登場する隠しキャラクター（担当声優はあかりと同じくおみむらまゆこ）。タヌキのポンタがあかりそっくりに化けたもの。目的は単なるイタズラで、エンディングではあかりに追いかけられている。技などはあかりと共通だが、尻尾が出ているなど一部のグラフィックが異なる。なお、『NBC』での百鬼夜行ではタヌキ状態のポンタが出てくる演出がある。

## はぐれ人形
はぐれ人形（はぐれひとかた）は、『二幕』に登場する隠しキャラクター（担当声優はあかりと同じくおみむらまゆこ）。あかりが陰陽術で使う人形が一人歩きしたもの。戦闘開始直前に完全に相手に化けるため中途半端な変化人形と違い、超奥義、潜在能力、乱舞奥義の全てが使用可能となる。全てのステージで適用されるため、アーケード版でも黄龍が使用できる。なお、対あかり戦の場合は変化しない（結果的に同キャラクター戦となる）。

## 登場作品
- 月華の剣士シリーズ
- ネオジオバトルコロシアム
- SNK GALS' FIGHTERS
- 頂上決戦 最強ファイターズ SNK VS. CAPCOM
- ネオジオヒーローズ 〜アルティメット シューティング〜

## 担当声優
- おみむらまゆこ（『月華の剣士』シリーズ、『ネオジオバトルコロシアム』『ネオジオヒーローズ 〜アルティメット シューティング〜』）
- 植田佳奈（『幕末浪漫 月華の剣士外伝〜あかりと七つの妖珠〜』）

## 関連人物
- 神崎十三 - 居候